# مهرجان اوفرلوس
مِهرجان اُوفرلُوس (بالأَلمانِيَّة: 𝐔𝐟𝐞𝐫𝐥𝐨𝐬 𝐅𝐞𝐬𝐭𝐢𝐯𝐚𝐥) هُو مِهرجان شعبِيّ أَلمانِيَ. تُقام فعَّالِيَّات المِهرجان في مدِينة فرَايزِينغٌ في مِنطَقَة فرَايزِينغٌ التَّابِعة لِمُحافظة باڤارِيا العُليَا في وِلاَية باڤارِيا في جُمهُوريَّة أَلمَانيَا الاِتّحاديّة. حيثُ يحتفِل جمِيع الزُّوَّار مِن كافَّة الأَعمار فِي مِهرجان اُوفرلُوس؛ بِالبضائِع المصنُوعة يدوِين بِصُحبة الفنَّانِين والحرفين الَّذِين قامُوا بِصُنعِها. ومِن بين المعرُوضات الَّتِي يعرِضُها ويُقَدِّمُها المِهرجان لِزائِرِيه؛ المُجوهرات والملابِس وأَلعاب الأَطفال ومجمُوعة مُنوَّعة مِن الكمالِيّات والمفرُوشات المنزِلِيَّة وأَصناف المشرُوبات والمأكُولات والأَطباق المحلِّيَّة والعالمِيَّة بِالإِضافة إِلى وُرش العمل الإِبداعِي وندوات بِشأن الاِستِدامة البِيئِيَّة؛ وأَكثر مِن 𝟏𝟎𝟎 فعَّالِيَّة يُقدِّمُها مِهرجان اُوفرلُوس. الأهازيج والشَّعر والأَجواء الاحتفالية ووُجُوهُه الأَطفال المُلوِّنة؛ هِي أَيضاً مزِيَّة مِن مزايا هذا المِهرجان.

## وُصلات خارجيّة
- الصّفحة الرّسميّة لِمِهرجان اُوفرلُوس (باللُّغَة الأَلمانِيَّة).